# Pardosa pseudokaragonis
Pardosa pseudokaragonis este o specie de păianjeni din genul Pardosa, familia Lycosidae. A fost descrisă pentru prima dată de Strand, 1913. Conform Catalogue of Life specia Pardosa pseudokaragonis nu are subspecii cunoscute.